# Pablo Enrique Hernández
Pablo Enrique Hernández López (Suesca, Cundinamarca, 12 de febrero de 1940-Pereira, Risaralda, 1 de enero de 2021) fue un ciclista de ruta colombiano que compitió durante las décadas de 1960 y 1970. Ganó la Vuelta a Colombia 1969. 

## Palmarés
1963
- 4 etapas de la Vuelta a Colombia

1964
- Campeonato de Colombia en Ruta
- 2 etapas de la Vuelta a Guatemala

1965
- 2.° en el Campeonato de Colombia en Ruta

1966
- 1 etapa de la Vuelta a Colombia
- 1 etapa de la Vuelta a Guatemala[2]

1968
- 2 etapas de la Vuelta a Colombia

1969
- Vuelta a Colombia

1970
- 1 etapa de la Vuelta a Colombia
- 2 etapas de la Vuelta al Táchira

## Resultados en campeonatos

### Juegos Olímpicos
Competencia de ruta
1 participación.
- 1964 : 53.º en la clasificación final[3]